# Mala Loka (gmina Domžale)
Mala Loka – wieś w Słowenii, w gminie Domžale. W 2018 roku liczyła 196 mieszkańców.